# سنط سعيد
السنط السعيد أو الظَّبيان (باللاتينية: Acacia laeta) نوع نباتي شجري من جنس السنط من الفصيلة البقولية.

## الموئل والانتشار
ينتشر هذا النوع في بعض مناطق الوطن العربي بما فيها المشرق العربي ووادي النيل وشبه الجزيرة العربية والمغرب العربي إضافة إلى معظم مناطق شرق أفريقيا ووسطها.